# Dezperadoz
Dezperadoz, ehemals Desperados, ist eine deutsche Band aus Baden-Württemberg. Ihr Stil stellt eine Kreuzung aus Heavy Metal und typischen Western-Soundtracks dar und wird gelegentlich als Western Metal bezeichnet. Kopf des Projekts ist der Gitarrist von Onkel Tom  Alexander Kraft.

## Geschichte
Die Band um Kraft trat erstmals im Jahr 2000 in Erscheinung und veröffentlichte ihr erstes Album The Dawn of Dying, welches neben Kraft von Tom Angelripper eingesungen wurde. Kraft konzentrierte sich damals noch auf das Komponieren, die Gitarrenarbeit und die Produktion. Das Album erschien über das Label Drakkar Entertainment und enthält unter anderem Ennio Morricones legendäres Musikstück As A Judgement aus dem Film Spiel mir das Lied vom Tod als Intro sowie eine Coverversion von Ghost Riders In The Sky von Stan Jones. Anschließend ging die Band auf Festivaltournee, wurde danach jedoch von Angelripper aus familiären Gründen verlassen.
Erst im April 2006 folgte das zweite Album The Legend and the Truth, auf dem Tobias Sammet, Michael Weikath (Helloween), Doro Pesch und Joacim Cans als Gastsprecher für die einzelnen „Rollen“ des Epos mitwirken. Während das Debütalbum verschiedene Western-Szenarien thematisiert, ist das zweite Album ein Konzeptwerk über die Lebensgeschichte des bekannten Marshalls Wyatt Earp. Veröffentlicht wurde das zweite Album unter dem neuen Namen Dezperadoz auf dem Label AFM Records.
Am 11. April 2008 wurde das neue Album An Eye For An Eye über AFM Records veröffentlicht. Auf einer Zeitreise in das Jahr 1898 erzählt es die Geschichte eines zum Tode Verurteilten, der nach den ihm anerzogenen religiösen Grundsätzen, aus Rache seinen Freund erschossen hatte und nun auf sein Leben zurückblickt.

„Er hatte im Namen der Religion getötet und wurde auch im Namen Gottes zum Tode verurteilt. Keine Religion, kein Glaube, kein Gott kann Zwang, Brutalität, oder Mord, egal in welchem Gottesnamen gutheißen. Der Wahn des Glaubens, untermalt mit Gewalt und Frust ist der Aufhänger allen Übels. Darum geht es in meiner kleinen Geschichte, die diesen Wahnsinn eines guten Mannes und der Umstände in den letzten Tagen des wilden Westens erzählt. So long Yippieyeah!“

Tourneen, unter anderem mit Krokus, Axxis, Gotthard, Thin Lizzy, Rage, Sodom, Doro Pesch, Volbeat, U.D.O., und Tesla zeigten das Spektrum der Band. Die „Dezperadoz“ traten unter anderem bei Wacken Open Air, With Full Force, Earthshaker-Fest und Summer Breeze auf. 2012 erscheint das vierte Werk Dead Man's Hand, ein Konzeptalbum über Wild Bill Hickok,
wieder bei Drakkar Entertainment, sowie eine Neuauflage des ersten Albums Dawn of Dying inklusive Bonustrack.
Für das fünfte Album Call of the Wild 2017 erfolgte eine Umbesetzung der Band, es stießen der Bassist Manuel Mandrysch und der Gitarrist Wolfgang Sing zu den Dezperadoz.
2024 veröffentlichte die Band nach 7 Jahren und weiteren Umbesetzungen ihr sechstes Album Moonshiner, welches die Top 15 der deutschen Metal-Charts erreichte. 

## Diskografie

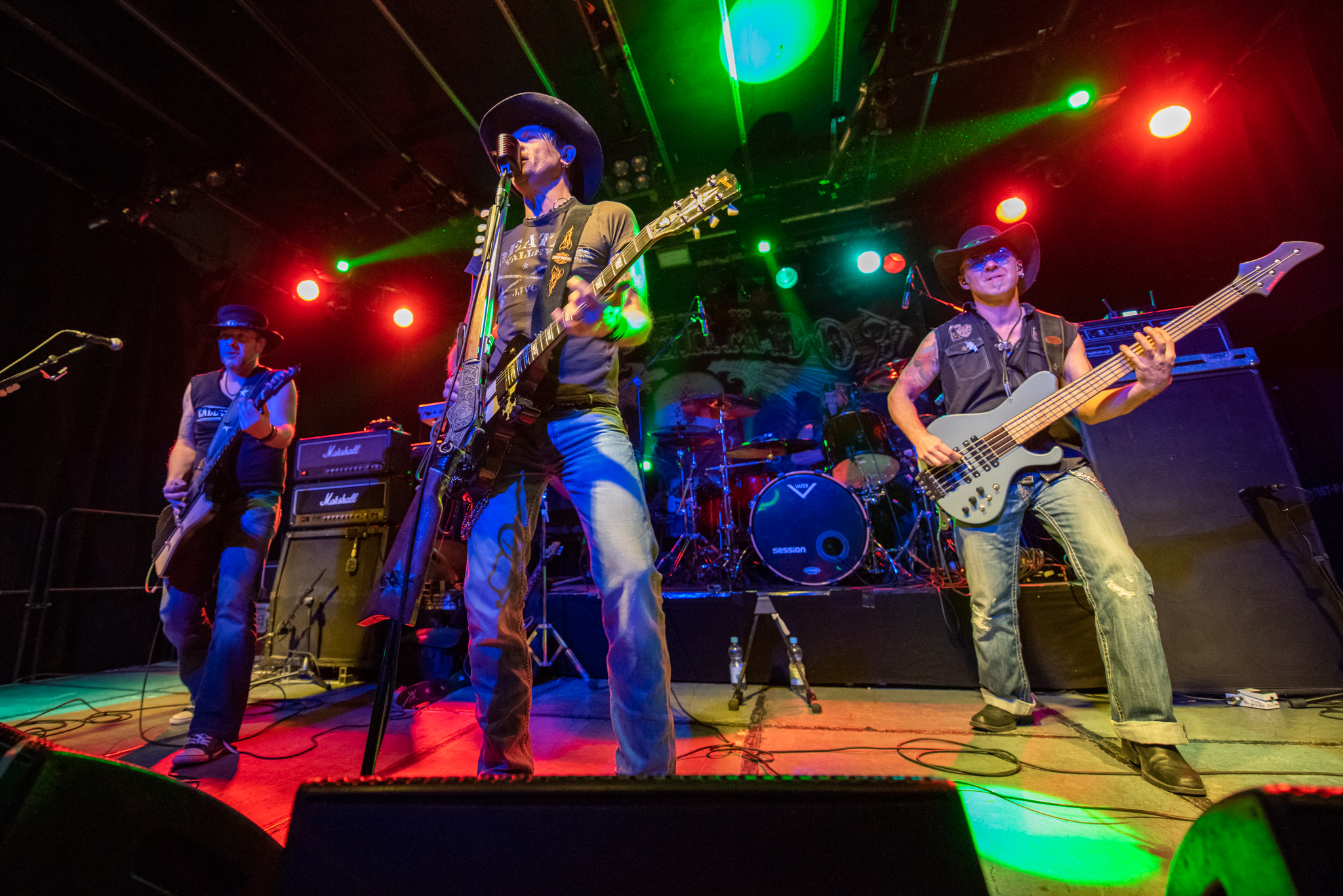
Dezperadoz, 2017

- 2000: The Dawn of Dying
- 2006: The Legend and the Truth
- 2008: An Eye for an Eye
- 2012. Dead Man's Hand
- 2017: Call of the Wild
- 2024: Moonshiner